# Centramoebida
Centramoebida – rząd ameb należących do supergrupy Amoebozoa w klasyfikacji Cavaliera-Smitha.
Należą tutaj następujące rodziny i rodzaje według Cavalier-Smitha:
- Rodzina Acanthamoebidae Sawyer and Griffin, 1975
  - Rodzaj Acanthamoeba
  - Rodzaj Protacanthamoeba
- Rodzina Balamuthiidae Cavalier-Smith w Cavalier-Smith i inni, 2004
  - Rodzaj Balamuthia

W klasyfikacji Adla wyróżniamy następujące rodzaje:
- Acanthamoeba
- Balamuthia
- Protacanthamoeba